# Хорватия на «Детском Евровидении — 2005»
Хорватия участвовала в «Детском Евровидении — 2005», проходившем в Хасселте, Бельгия, 26 ноября 2005 года. На конкурсе страну представила Лорена Елушич с песней «Rock baby», выступившая третьей. Она заняла двенадцатое место, набрав 36 баллов.

## Национальный отбор
Национальный отбор прошёл 3 июля 2005 года, ведущими были Ива Шулентич и Роберт Бошкович. Победитель был определён региональным телеголосованием.
| Hrvatski izbor za Dječju pjesmu Eurovizije 2005 — 3 июля 2005 | Hrvatski izbor za Dječju pjesmu Eurovizije 2005 — 3 июля 2005 | Hrvatski izbor za Dječju pjesmu Eurovizije 2005 — 3 июля 2005 | Hrvatski izbor za Dječju pjesmu Eurovizije 2005 — 3 июля 2005 | Hrvatski izbor za Dječju pjesmu Eurovizije 2005 — 3 июля 2005 | Hrvatski izbor za Dječju pjesmu Eurovizije 2005 — 3 июля 2005 | Hrvatski izbor za Dječju pjesmu Eurovizije 2005 — 3 июля 2005 | Hrvatski izbor za Dječju pjesmu Eurovizije 2005 — 3 июля 2005 | Hrvatski izbor za Dječju pjesmu Eurovizije 2005 — 3 июля 2005 |
| №                                                             | Артист                                                        | Песня                                                         | Славония                                                      | Далмация                                                      | Истрия                                                        | Центральная Хорватия                                          | Всего                                                         | Место                                                         |
| ------------------------------------------------------------- | ------------------------------------------------------------- | ------------------------------------------------------------- | ------------------------------------------------------------- | ------------------------------------------------------------- | ------------------------------------------------------------- | ------------------------------------------------------------- | ------------------------------------------------------------- | ------------------------------------------------------------- |
| 01                                                            | Ким Версон                                                    | «Sretno dijete»                                               | 10                                                            | 4                                                             | 5                                                             | 4                                                             | 23                                                            | 5                                                             |
| 02                                                            | Сара Пошавац                                                  | «San»                                                         | 2                                                             | 1                                                             | 4                                                             | 1                                                             | 8                                                             | 10                                                            |
| 03                                                            | Лорена Елушич                                                 | «Rock baby»                                                   | 9                                                             | 8                                                             | 9                                                             | 10                                                            | 36                                                            | 1                                                             |
| 04                                                            | Кристина и Валентина Брало                                    | «Pleši»                                                       | 7                                                             | 9                                                             | 8                                                             | 6                                                             | 30                                                            | 3                                                             |
| 05                                                            | Ламия Белошевич и Лука Бршчич                                 | «Prijateljica»                                                | 6                                                             | 6                                                             | 6                                                             | 7                                                             | 25                                                            | 4                                                             |
| 06                                                            | Миа Малтар                                                    | «Ah ta ljubav»                                                | 8                                                             | 7                                                             | 7                                                             | 9                                                             | 31                                                            | 2                                                             |
| 07                                                            | Анна и Матеа Мадунич                                          | «Probudi se»                                                  | 4                                                             | 2                                                             | 2                                                             | 2                                                             | 10                                                            | 9                                                             |
| 08                                                            | Кристина Ярич и Валентина Дурич                               | «Peti element»                                                | 5                                                             | 3                                                             | 10                                                            | 3                                                             | 21                                                            | 6                                                             |
| 09                                                            | Филипп Раткович                                               | «Mary bye, bye, bye»                                          | 3                                                             | 5                                                             | 3                                                             | 5                                                             | 16                                                            | 8                                                             |
| 10                                                            | Люция Лучич                                                   | «Mikrofon»                                                    | 1                                                             | 10                                                            | 1                                                             | 8                                                             | 20                                                            | 7                                                             |

## На «Детском Евровидении»
Финал конкурса транслировал телеканал HRT 1, а результаты голосования от Хорватии объявляла Ника Туркович. Лорена Елушич выступила под третьим номером после Дании и перед Румынией, и заняла двенадцатое место, набрав 36 баллов.

## Голосование[4]
| Баллы     | Страна              |
| --------- | ------------------- |
| 12 баллов |                     |
| 10 баллов |                     |
| 8 баллов  | Северная Македония  |
| 7 баллов  |                     |
| 6 баллов  | Сербия и Черногория |
| 5 баллов  |                     |
| 4 балла   |                     |
| 3 балла   | Норвегия Швеция     |
| 2 балла   | Дания Нидерланды    |
| 1 балл    |                     |

| Баллы     | Страна              |
| --------- | ------------------- |
| 12 баллов | Греция              |
| 10 баллов | Белоруссия          |
| 8 баллов  | Дания               |
| 7 баллов  | Испания             |
| 6 баллов  | Сербия и Черногория |
| 5 баллов  | Латвия              |
| 4 балла   | Северная Македония  |
| 3 балла   | Норвегия            |
| 2 балла   | Румыния             |
| 1 балл    | Бельгия             |